# 中央アフリカ共和国の大統領
中央アフリカ共和国の大統領（ちゅうおうアフリカきょうわこくのだいとうりょう、フランス語: Président de la République centrafricaine、サンゴ語: gbïäködörö tî Bêafrîka）は、中央アフリカ共和国の元首たる大統領である。

## 概要
中央アフリカ共和国の元首であり、行政府の長、国軍の最高指揮官である。1976年にジャン＝ベデル・ボカサが帝政を敷き、1979年にボカサ政権が倒れるまでの間（中央アフリカ帝国）は、ボカサが皇帝として在位し大統領は置かれなかった。
同国は政情が不安定な国家であり、内戦によって大統領の権力が著しく低下した無政府状態と比喩された時期が存在する。またクーデターが頻発しており、2021年時点で大統領選挙による民主的な政権交代は1993年の1度のみとなっている。憲法は10回以上改正されており、その都度任期は変動してきた。
- 1995年憲法では任期が6年、再選上限は1回[2]。2003年のクーデターで停止。
- 2004年憲法では任期が5年、再選上限は1回[3]。2013年に停止。
- 現行の2015年憲法では任期は5年、再選上限は1回[4]。

2023年7月30日には大統領の3選禁止規定を撤廃する憲法改正国民投票が実施された。選挙結果として、大統領の3選撤廃禁止規定を含めた2023年中央アフリカ共和国憲法が施行された。この憲法はトゥアデラ大統領が3期目以降も大統領を続投できることを意味する。

## 国家元首の一覧
| 中央アフリカ共和国 (1960-1976) |                                                                       |                                |                                 |                               |                                |                                     |
| 代                             | 大統領                                                                | 大統領                         | 所属政党                        | 期                            | 在任期間                       | 備考                                |
| 00－                           | ダヴィド・ダッコ David Dacko                                          |                                | 黒アフリカ社会発展運動 (MESAN)  | －                            | 1960年8月14日 - 1960年11月12日 | 暫定大統領                          |
| 001                            | ダヴィド・ダッコ David Dacko                                          | 1                              | 黒アフリカ社会発展運動 (MESAN)  | 1960年11月12日 - 1964年       |                                |                                     |
| 001                            | ダヴィド・ダッコ David Dacko                                          | 2                              | 黒アフリカ社会発展運動 (MESAN)  | 1964年 - 1965年12月31日       | 任期満了前に辞任               |                                     |
| 002                            | ジャン＝ベデル・ボカサ Jean-Bédel Bokassa                             |                                | 無所属 （軍人）                 | 3                             | 1966年1月1日 - 1970年10月      |                                     |
| 0(2)                           | サラー・エッディン・アフメド・ボカサ Salah Eddine Ahmed Bokassa       | 黒アフリカ社会発展運動 (MESAN) | 1970年10月 - 1976年12月4日      | 3                             | 改名大統領職廃止               |                                     |
| 中央アフリカ帝国 (1976-1979)   |                                                                       |                                |                                 |                               |                                |                                     |
| 代                             | 皇帝                                                                  | 皇帝                           | 出身家                          | 在位期間                      | 在位期間                       | 備考                                |
| 001                            | ボカサ1世 Bokassa I of Central Africa                                 |                                | ボカサ家                        | 1976年12月4日 - 1979年9月20日 | 1976年12月4日 - 1979年9月20日  | 帝政移行廃位                        |
| 中央アフリカ共和国 (1979-現在) |                                                                       |                                |                                 |                               |                                |                                     |
| 代                             | 大統領                                                                | 大統領                         | 所属政党                        | 期                            | 在任期間                       | 備考                                |
| 003                            | ダヴィド・ダッコ David Dacko                                          |                                | 黒アフリカ社会発展運動 (MESAN)  | 4                             | 1979年9月20日 - 1981年         |                                     |
| 003                            | ダヴィド・ダッコ David Dacko                                          | 5                              | 黒アフリカ社会発展運動 (MESAN)  | 1981年 - 1981年9月1日         | 任期満了前に辞任               |                                     |
| 00－                           | アンドレ・コリンバ André-Dieudonné Kolingba                           |                                | 無所属 （軍人）                 | －                            | 1981年9月1日 - 1985年9月21日   | 元首代行 （国家再建軍事委員会議長） |
| 004                            | アンドレ・コリンバ André-Dieudonné Kolingba                           | 5                              | 無所属 （軍人）                 | 1985年9月21日 - 1986年5月     |                                |                                     |
| 0(4)                           | アンドレ・コリンバ André-Dieudonné Kolingba                           | 5                              | 中央アフリカ民主会議 (RDC)      | 1986年5月 - 1993年10月22日    | 新党結成選挙無効               |                                     |
| 005                            | アンジュ＝フェリクス・パタセ Ange-Félix Patassé                       |                                | 中央アフリカ人民解放運動 (MLPC) | 6                             | 1993年10月22日 - 1999年        |                                     |
| 005                            | アンジュ＝フェリクス・パタセ Ange-Félix Patassé                       | 7                              | 中央アフリカ人民解放運動 (MLPC) | 1999年 - 2003年3月15日        | 任期満了前に辞任               |                                     |
| 006                            | フランソワ・ボジゼ François Bozizé Yangouvonda                        |                                | 無所属 （軍人）                 | 8                             | 2003年3月15日 - 2005年6月11日  |                                     |
| 0(6)                           | フランソワ・ボジゼ François Bozizé Yangouvonda                        | 無所属                         | 9                               | 2005年6月11日 - 2011年3月15日 |                                |                                     |
| 0(6)                           | フランソワ・ボジゼ François Bozizé Yangouvonda                        | 国民集合クワ・ナ・クワ         | 10                              | 2011年3月15日 - 2013年3月24日 | 在任中に逃亡                   |                                     |
| 007                            | ミシェル・ジョトディア Michel Djotodia                                |                                | 無所属（軍人）                  | 11                            | 2013年3月24日 - 2013年8月18日  |                                     |
| 00－                           | ミシェル・ジョトディア Michel Djotodia                                | －                             | 無所属（軍人）                  | 2013年8月18日 - 2014年1月10日 | 暫定大統領                     |                                     |
| 00－                           | アレクサンドル＝フェルディナン・ンガンデ Alexandre-Ferdinand Nguendet |                                | 共和国連合 (RPR)                | －                            | 2014年1月10日 - 2014年1月23日  | 暫定大統領                          |
| 00－                           | カトリーヌ・サンバ＝パンザ Catherine Samba-Panza                      |                                | 無所属                          | －                            | 2014年1月23日 - 2016年3月30日  | 暫定大統領                          |
| 008                            | フォースタン＝アルシャンジュ・トゥアデラ Faustin-Archange Touadéra    |                                | 無所属                          | 12                            | 2016年3月30日 - 2021年3月30日  |                                     |
| (8)                            | フォースタン＝アルシャンジュ・トゥアデラ Faustin-Archange Touadéra    | 心の運動連合 (MCU)             | 13                              | 2021年3月30日 - （現職）      |                                |                                     |